# Gruppoanalisi
La Gruppoanalisi (o Gruppanalisi) è un paradigma psicoterapeutico di gruppo ad orientamento psicodinamico, derivata dal lavoro clinico di Wilfred Bion e Siegfried Heinrich Foulkes negli anni '40, e da allora continuamente sviluppatosi.

## Storia
(S. H. Foulkes)
La Gruppoanalisi modernamente intesa è originata dalla necessità, durante la Seconda guerra mondiale, di gestire con efficacia ed efficienza le necessità cliniche di un gran numero di soldati traumatizzati, a fronte della disponibilità di pochi terapeuti. In alcuni ospedali militari inglesi (primo tra tutti, il Northfield Military Hospital) si sperimentò così un modello clinico basato sull'intervento diretto a piccoli gruppi di soldati.
Oltre a rappresentare una soluzione molto efficiente in termini di risorse, tale modello permetteva di svolgere un lavoro clinico in un setting molto simile a quello operativo reale dei militari coinvolti (il piccolo gruppo rappresentava così l'equivalente funzionale della squadra militare di provenienza), con notevoli vantaggi clinici.
I primi terapeuti di gruppo militari (tra cui Wilfred Bion e S.H. Foulkes) notarono che all'interno di tali setting si sviluppavano naturalmente delle dinamiche relazionali ed emotive molto particolari (i processi dinamici di gruppo), che potevano essere opportunamente utilizzate per rendere più efficace e flessibile il processo terapeutico.
Dopo la guerra, il modello di intervento di gruppo iniziò ad estendersi e modificarsi, divenendo una modalità clinica di particolare rilievo ed utilità anche per la gestione di difficoltà psicologiche, relazionali e psicopatologiche molto diverse.
La gruppoanalisi nasce quindi, all'interno della vasta matrice della terapia di gruppo, dal tentativo di integrare la teorizzazione psicoanalitica con l'analisi dei processi dinamici di gruppo.

## Tematiche
La gruppoanalisi è una modalità clinica per analizzare i processi dinamici gruppali a livello di piccolo gruppo (orientativamente dai 4 ai 10 membri), di gruppo mediano (dai 10-12 ai 20-30 membri) o di grande gruppo (dai 30 membri in su).
La dialettica tra processi psicologici individuali e processi di gruppo è continua, e tramite l'esperienza gruppale è possibile sperimentare ed osservare una serie di complesse relazioni sociali.
I membri del gruppo sono supportati dal conduttore - e si possono supportare vicendevolmente - nell'esprimere ed esplorare i propri vissuti all'interno del gruppo ed in merito allo stesso. In generale, le difficoltà personali sono viste non solo a livello individuale, ma anche focalizzate a livello gruppale e/o organizzativo.
Il setting e le modalità di funzionamento complessivo del gruppo sono essenziali per permettere l'articolazione di un processo terapeutico adeguato.
Il focus di attenzione dei pionieri della gruppoanalisi fu il rapporto tra individuo e gruppo, che (come già notato da Kurt Lewin) poteva essere concettualizzato come un oggetto mentale ed affettivo parzialmente diverso dalla semplice "somma degli individui" che vi partecipavano.
Il lavoro gruppoanalitico, nelle sue varie accezioni, si è quindi articolato su tre dimensioni principali:
- l'Analisi in Gruppo (Slavson, Wolf)
- l'Analisi di Gruppo (Ezriel, Bion)
- l'Analisi attraverso il Gruppo (Burrow, Foulkes)

Nel primo caso, il focus è sull'analisi individuale dei singoli componenti, facilitata dai processi interattivi del gruppo; nel secondo, le dinamiche interattive ed il materiale clinico portato dai componenti del gruppo analitico sono focalizzate sull'analisi del gruppo in quanto tale (più che dei suoi singoli componenti); nel terzo, l'analisi si pone in una posizione intermedia, e si approfondiscono sia i processi individuali attraverso il gruppo, sia quelli del gruppo attraverso i contributi dei suoi componenti.
A partire da una base comune, all'interno della Gruppoanalisi nel corso dei decenni si sono sviluppate quindi differenti correnti teorico-cliniche, da quelle bioniane a quelle foulkesiane, da quelle psicosocioanalitiche a quelle interpersonali di Irvin Yalom, fino allo psicodramma.
Anche se la sua base epistemologica e metateorica principale deriva dalla psicoanalisi, la Gruppoanalisi ha integrato nel corso degli ultimi decenni anche una serie di contributi provenienti da diverse discipline: la psicologia sociale dei gruppi, i contributi lewiniani, la pragmatica della comunicazione, la cibernetica, i contributi sistemici, la teoria della complessità, la dinamica delle relazioni oggettuali, la psicoanalisi intersoggettiva.
Con appositi adattamenti, i contributi gruppoanalitici sono di particolare utilità anche per la consulenza organizzativa, e per l'analisi dei processi propri dei large groups di ampie dimensioni (comunità e collettività).